# Jaan
Jaan ist als eine estnische Form von Johann oder Jan ein estnischer männlicher Vorname.

## Namensträger

### Vorname
- Jaan Anvelt (1884–1937), estnischer Kommunist und Schriftsteller
- Jaan Ehlvest (* 1962), estnischer Schachspieler
- Jaan Einasto (* 1929), estnischer Astrophysiker
- Jaan Eslon (1952–2000), schwedischer Schachspieler
- Jaan Kaplinski (1941–2021), estnischer Schriftsteller, Lyriker, Übersetzer und Philosoph
- Jaan Kärner (1891–1958), estnischer Schriftsteller
- Jaan Kiivit junior (1940–2005), estnischer evangelischer Theologe
- Jaan Kikas (1892–1944), estnischer Gewichtheber
- Jaan Kirsipuu (* 1969), estnischer Radrennfahrer
- Jaan Koha (1929–1993), estnischer Komponist
- Jaan Kross (1920–2007), estnischer Schriftsteller
- Jaan Kruusvall (1940–2012), estnischer Schriftsteller
- Jaan Lattik (1878–1967), estnischer Politiker, Schriftsteller und Theologe
- Jaan Manitski (* 1942), estnischer Geschäftsmann und Politiker
- Jaan Oks (1884–1918), estnischer Schriftsteller
- Jaan Patterson (* 1975), deutscher Komponist und Poet
- Jaan Poska (1866–1920), estnischer Politiker
- Jaan Puhvel (* 1932), estnisch-amerikanischer Indogermanist
- Jaan Rääts (1932–2020), estnischer Komponist
- Jaan Rannap (1931–2023), estnischer Kinder- und Jugendbuchautor
- Jaan Roos (1888–1965), estnischer Pädagoge, Literaturhistoriker und Bibliophiler
- Jaan Rummo (1897–1960), estnischer Publizist und Übersetzer
- Jaan Talts (* 1944), estnischer Gewichtheber
- Jaan Tätte (* 1964), estnischer Dramatiker, Schauspieler und Sänger
- Jaan Teemant (1872–1941), estnischer Jurist und Politiker
- Jaan Tõnisson (1868–nach 1940), estnischer Jurist und Politiker
- Jaan Undusk (* 1958), estnischer Schriftsteller und Literaturwissenschaftler

### Künstlername
- Suve Jaan (1777–1851), estnischer Schriftsteller